# MGM-134A Midgetman
MGM-134A Midgetman – amerykański lekki, międzykontynentalny rakietowy pocisk balistyczny ICBM na platformie samochodowej, przenoszący jedną termojądrową głowicę bojową MIRV W87-0/Mk-21 o mocy 300 kT z możliwością zwiększenia do 475 kT. System ten powstawał jako mobilne uzupełnienie stacjonujących w podziemnych, super utwardzonych silosach ciężkich pocisków LGM-30 Minuteman III oraz LGM-118A Peacekeeper (MX)

## Geneza
Program lekkiego międzykontynentalnego pocisku balistycznego (SICBM) rozpoczęty został w 1986 roku na skutek raportu Komisji Scowcrofta z marca 1983 roku, na zamówienie Kongresu Stanów Zjednoczonych analizującej możliwości przetrwania przez amerykański arsenał jądrowy pierwszego, zaskakującego uderzenia jądrowego Związku Radzieckiego. Zgodnie z wnioskami tego raportu, Stany Zjednoczone powinny przygotować lekki międzykontynentalny pocisk balistyczny (Small ICBM) na platformie samochodowej o bardzo dobrych własnościach mobilnych, zdolnej do szybkiego przemieszczania się po terytorium kraju.
W grudniu 1986 roku, Prezydent Ronald Reagan autoryzował pełnoskalowy program rozwoju tego systemu, zaś pierwszy prawidłowy start i lot testowy nowego pocisku miał miejsce 18 kwietnia 1991 r. SICBM został wystrzelony z bazy Vandenberg AFB w Kalifornii i osiągnął swój cel na Polu Testowym Kwajalein na Wyspach Marshala. W związku ze zmianą sytuacji międzynarodowej spowodowana upadkiem Związku Radzieckiego i zakończeniem zimnej wojny, w styczniu 1992 roku Prezydent George H.W. Bush anulował jednak program.

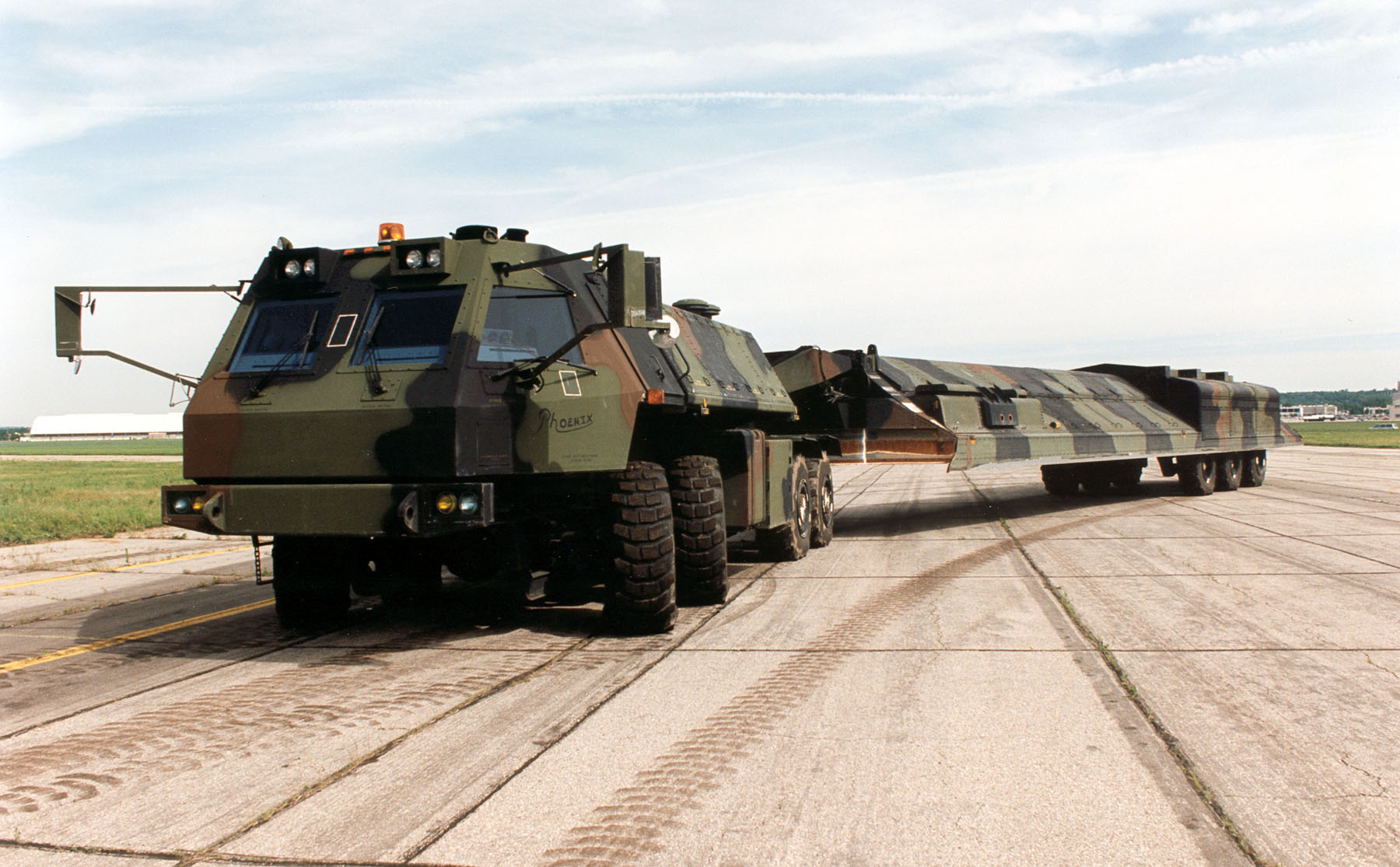
Drogowa wyrzutnia SICBM Midgetman

Mimo anulowania programu, jego skutkiem było m.in. opracowaniu niezwykle nowoczesnej drogowej platformy systemu Small ICBM Hard Mobile Launcher (HML) o całkowitej masie 108 500 kg, zdolnej do rozwijania prędkości 88 km/h z pełnym obciążeniem bojowym, wyposażonej także w pług umożliwiający jej samoczynne zakopanie się w celu lepszej ochrony przed uderzeniem falą uderzeniową wybuchu jądrowego. Platforma ta została dostarczona siłom powietrznym w 1988 roku do 1991 r. testowana w bazie Malmstrom AFB w Montanie